# Josip Belušić
Josip Belušić (12. března 1847 Županići – 8. ledna 1905 Terst) byl chorvatský vynálezce a profesor fyziky a matematiky.
Do historie vešel zejména svým vynálezem rychloměru, který si nechal patentovat v roce 1888 a představil světu v roce 1889 během Světové výstavy v Paříži poté, co v letech 1887 a 1889 provedl dva experimenty mezi Istrií a Terstem. Belušićův vynález byl také prvním monitorovacím zařízením v historii, předchůdcem měřicích monitorovacích zařízení používaných dnes v nákladních automobilech, autobusech a taxislužbách. Belušić je tedy také považován za otce moderních monitorovacích sledovacích zařízení.

## Životopis
Belušić se narodil a vyrostl v městečku Županići, dnes části istrijské opčiny Sveta Nedelja na dnešním území Chorvatska v době, kdy bylo součástí Rakouského císařství. Školu začal navštěvovat v Pazinu a právě zdejší učitelé si jako první všimli jeho talentu pro přírodní vědy. Belušić později vstoupil na vyšší státní gymnázium v Kopru (dnes Slovinsko).
Během svých středoškolských studií získal Belušić stipendium 140 zlatých. Jeho chování, výsledky a docházka byly po celou dobu jeho studia hodnoceny jako vynikající. Studoval latinu, starořečtinu, italštinu, němčinu, geografii, historii, matematiku a fyziku. Jako volitelné předměty si vybral srbochorvatštinu a filozofii. Své studium pak dokončil ve Vídni.
Poté co v roce 1875 dokončil svá studia, byl zaměstnán jako profesor fyziky a matematiky na Císařském učitelském ústavu v Kopru, kde učil mužské posluchače. Vyučoval v němčině i v italštině. Podle zprávy z Císařské a královské akademie v Kopru z roku 1900, složil profesor Belušić státní zkoušku nutnou pro získání hodnosti profesora v Terstu. Byl pak zaměstnán jako ředitel Námořní školy v Castelnuovu u Terstu.
Josip Belušić se později oženil. Nicméně žádné další informace o jeho rodině nejsou k dispozici. Rovněž o závěru vynálezcova života není dost zpráv, ví se jen, že zemřel v Terstu 8. ledna 1905.

## Rychloměr

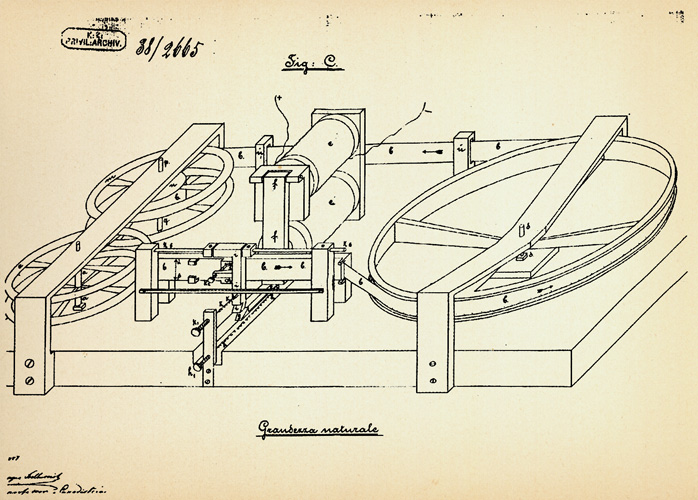
Kopie patentu rychloměru z roku 1888, Policejní muzeum v Záhřebu

V chorvatském deníku Naša sloga vyšel 7. února 1889 článek o novém vynálezu profesora Belušiće, jemuž jeho vlastnictví potvrdil přímo rakousko-uherský panovník. V předtuše skvělé budoucnosti vynálezce údajně prohlásil:
Je to malý přístroj, který tak jako spolehlivý sluha dohlíží na každičkou akci, kterou vozka provede s koňmi a jemu svěřeným vozem. Pomocí elektřiny zaznamenává tento přístroj, zda vůz stojí, nebo jede, jak rychle se pohybuje, kdy se začal pohybovat a kdy zastavil. Navíc zaznamenává i to, zda byl vůz prázdný nebo zda v něm někdo cestoval. Udává rovněž, kolik osob ve voze sedělo a kdy každá z nich nastoupila a vystoupila, tedy kolik minut vozem cestovala.

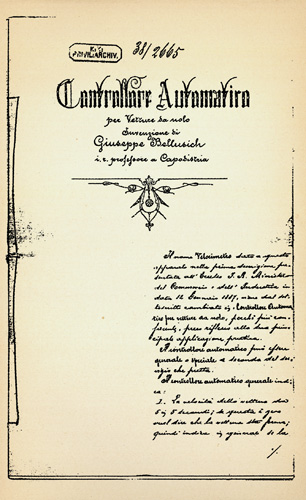
Kopie žádosti o udělení patentu pro kontrolní zařízení pro nájemná vozidla z roku 1888, Policejní muzeum v Záhřebu

Belušić původně pojmenoval své zařízení rychloměr. Když však v roce 1888 zažádal u Státního patentního úřadu ve Vídni o udělení patentu, nazýval ho již Controllore automatico per vetture neboli Automatický kontrolor pro vozidla, protože jeho přístroj měl kromě měření rychlosti ještě jiné funkce. Jak již bylo řečeno, zařízení využívalo elektrické energie k měření rychlosti vozidla a zaznamenávání doby, po kterou vozidlo jelo a stálo, počtu cestujících a času, kdy každý cestující do vozidla nastoupil a z něho vystoupil. Byl to tedy zároveň také tachograf a taxametr a současně předchůdce měřicích monitorovacích zařízení, jež se používají v dnešní době v kamionech, autobusech a taxících.
Originál původního patentu je uložen ve Státním vídeňském archivu. Kopii patentu uchovává Policejní muzeum v Záhřebu. Další kopie spolu se žádostí o registraci datovanou 16. prosince 1890 se nachází v archivu Úřadu pro patenty a registrační známky Spojených států. Zpráva Patentové komise dokládá, že v roce 1890 bylo do kartotéky Úřadu zařazeno 56 zahraničních vynálezců. Jedním z nich byl v žádosti o registraci patentu číslo 442849 profesor Belušić.
Dokumenty uložené ve Státním archivu v Terstu dokládají založení společnosti, jejímž cílem bylo předvedení Belušićova vynálezu v Paříži, a vypovídají o vynálezcových finančních potížích a problémech s obchodním partnerem. Nedostatek financí na propagaci byl možná jedním z důvodů, proč Belušićův vynález upadl v zapomnění.

## Světová výstava v Paříži v roce 1889

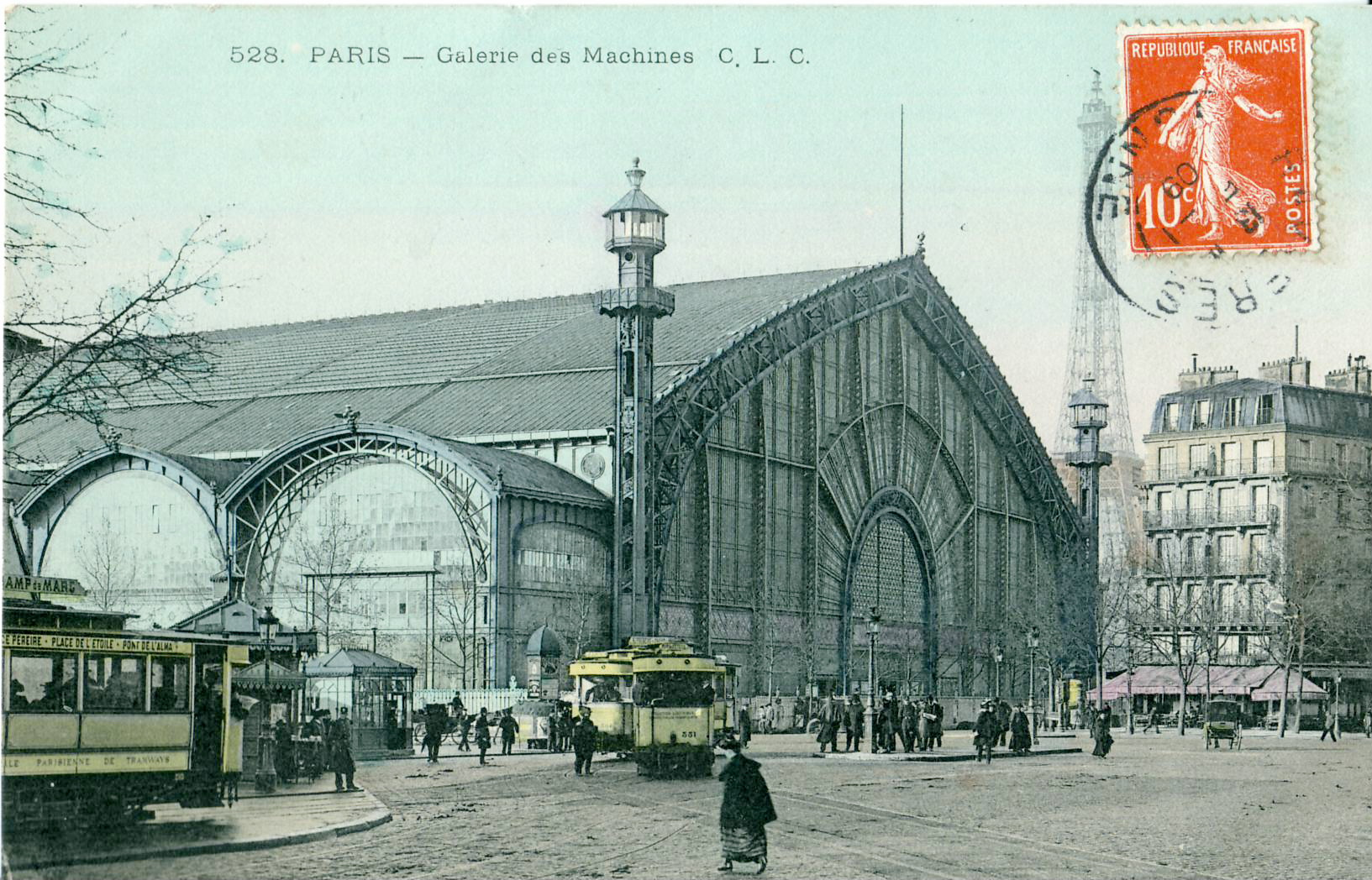
Pohlednice s Halou strojů na nároží výstaviště, u níž zastavují tramvaje.

Na Světové výstavě v Paříži v roce 1889 představil Belušić svůj vynález již jako Controllore automatico per vetture. Výstava, jíž se zúčastnilo přes šedesát osm tisíc vystavovatelů včetně řady světově proslulých vynálezců a soudobých umělců, přilákala třicet dva miliony návštěvníků. Ačkoli hlavními atrakcemi výstavy byly premiéra Eiffelovy věže a otevření ohromujícího výstavního pavilonu ze skla a železa, takzvané Haly strojů – největší klenuté budovy, jež byla do té doby postavena –, přitáhl k sobě Belušićův rychloměr rovněž značnou pozornost. Francouzská akademie vynálezců ocenila Belušiće diplomem a zlatou medailí a jmenovala ho svým čestným členem.
V době konání výstavy vyhlásila pařížská radnice veřejnou soutěž na monitorovací zařízení pro městské drožky či fiakry. Hodlala tak ukončit věčné pochyby o poctivosti vozků. Do soutěže se přihlásilo 129 vynálezců, z nichž tři včetně Belušiće postoupili do užšího výběru. Provozní zkoušky jejich zařízení proběhly v prosinci 1889. Nakonec byl vybrán Belušićův rychloměr, protože kromě měření rychlosti přesně zapisoval časy odjezdu drožky a kolikrát a na jak dlouho se zastavila.